# 双龙镇 (宜宾市)
双龙镇，是中华人民共和国四川省宜宾市叙州区下辖的一个乡镇级行政单位。

## 行政区划
双龙镇下辖以下地区：
双龙社区、捧印社区、双龙村、钢铁村、春风村、光辉村、金山村、柏杨村、关塘村、增产村、新元村、罗河村、沙河村、大兴村、大坡村、沙溪村、长安村、捧印村、新和村、老房村、凤鸣村、新式村、上坝村、上村、同兴村、黄伏村、红旗村、前进村、五星村、红星村、水潭村、水井村和三六村。